# La Grande Chute
La Grande Chute est un récit-roman en langue allemande de l'auteur autrichien Peter Handke publié en 2011 aux éditions Suhrkamp. Le texte est réputé avoir été écrit à Great Falls (Montana), juillet-septembre 2010 (p. 173)

## Résumé
Le texte est un récit à la troisième personne du singulier, aux temps du passé, qui accompagne une journée d'un personnage unique, non nommé (il, mon comédien), d'origine germanophone, dans un pays étranger, au plein de l'été.
Le personnage est un comédien célèbre, une star, du cinéma et de la télévision, qui a joué de grands rôles (Ulysse, Othello, le Boulanger, Benjy, Parsifal, Kaspar Hauser, mais au grand jamais Faust). Peut-être vieillissant, sur le retour, sans emploi peut-être, en errance, il évoque son fils de 16 ans et son père, et un surcroît d'amenuisement du Moi (p. 13).
Il se réveille (éclairs et tonnerre) puis se rendort et rêve encore, dans un autre lit que le sien, dans une maison inconnue, isolée, sans doute ancien relais de chasse. Une femme qui a été bonne avec lui cette nuit l'a laissé seul, dans la pluie et le vent. Après une brève perte de maîtrise d'équilibre, des bras, des mains, il prend son petit déjeuner, vaque aux occupations matinales (toilette, ménage, cirage, repassage) avec les gestes qu'il convient, comme ayant retrouvé sa bulle de tranquillité (p. 20).
En complet coûteux, chemise de lin sans col, tout acheté par elle pour la cérémonie de la veille, il quitte définitivement la maison, toutes traces effacées, vers la capitale, à travers la forêt, tous seuils temporels oubliés, sauf celui de l'aigle dans le ciel bleu. Une souche s'avère un vieil homme qui se retourne un instant, émigrant d'un pays de l'Est, en deuil de son épouse.
Après la forêt, une clairière accueille divers personnages, des archétypes, méditant l'harmonie du monde, dont un cueilleur-né, l’Élite. Quitter la clairière consiste surtout à passer outre un vagabond (connu), à chaque fois un peu plus meurtri : « Que retentisse un seul bruit du monde des hommes, et il hurlait contre — contre qui, contre quoi ? Contre, contre, contre. C'était des hurlements de douleur, et plus encore de désarroi » (p. 74). Le crieur, le nigaud des forêts, incapable de la moindre violence : Ta gueule.
Au seuil de la ville, le long des rues des banlieues (p. 79), avec comme seule verdure des cimetières, et comme seule rencontre un sprinteur, puis des couples alentis, un(e) vieillard(e) avec un(e) accompagnant(e). Puis, une connaissance, désemparée, Andreas, un voisin, ami, économiste expérimenté, disparu depuis longtemps en Mongolie : « malheur à lui, s'il ne soutenait pas le regard de son vis-à-vis » (p. 93).
Dans les secteurs frontaliers, sous ou dans les innombrables couloirs aériens, des bruits d'ambulances, de sirènes de police, d'hélicoptères, des essaims entiers (insectes, oiseaux, quadrupèdes, bipèdes), des piétons esseulés (écoliers oubliés, vieillards à caddie tremblotants), des attroupés, comme cette horde d'adolescents à battes de base-ball, en plein dans les guerres de voisinage, où on voudrait bien intervenir violemment. « Le temps de la Course Douce n'était jamais arrivé aussi tôt que le jour de la Grande Chute » (p. 109). Puis une faim, une cloche, une église, un office, un sermon, un festin en sacristie, en tête-à-tête, l'allégresse partagée, l'officiant et le passant, si proches (inapparence, gravité, droiture, absence de dissimulation, inconditionnalité) parce que tous deux comédiens.
Pour rejoindre la ville, après le premier talus, escaladé encore une fois à reculons, il traverse l'autoroute à pied, et est intercepté par une voiture de police dans un no man's land ferroviaire, avec des centaines de rails rouillés, en zone interdite. Le deuxième talus est dévalé la tête la première, d'un pas trébuchant (p. 137).
Désormais, il est en ville (où tout avait changé). Déjà fichtrement tard (p. 141), il rafraîchit sa tenue à des toilettes publiques, en vue de la cérémonie du soir. Il prend le métro : cette voiture puait la violence (p. 144). Enfin, une place ronde, des actualités mondiales avec un président dans une déclaration de guerre. Il pense à son père (vieux gandin), écrit une lettre à son fils, entend une femme parler sans arrêt à sa voisine (et c'est la femme de la nuit précédente), voit son metteur en scène entre au café : leur échapper. Sous le ciel illuminé d'éclairs de chaleur, quelqu'un le reconnaît comme comédien nommable. Il croise des assassins, un mourant vers une porte d'église ouverte, sur un banc une femme très jeune qu'on vient d'abandonner et qui vient de perdre son emploi.
Enfin, l'Unique au téléphone, qui l'attend au parvis de la cathédrale, du côté du Bar du Destin : « perdus, désarticulés, corps et âme, lui ici et elle là-bas, perdus sous le ciel, chacun pour soi-même aussi bien que pour l'autre. La bousculer de toutes ses forces. Se laisser bousculer par elle. Se tomber dessus et se livrer bataille, se déchiqueter, jusqu'au sang, jusqu'à ce qu'on n'en puisse plus, à la vie, à la mort » (p. 173).

## Accueil
Les commentaires francophones sont peu nombreux et favorables,,,.